# Citanglar
Citanglar is een bestuurslaag in het regentschap Sukabumi van de provincie West-Java, Indonesië. Citanglar telt 9854 inwoners (volkstelling 2010).